# На семи вітрах
«На семи вітрах» — другий студійний, і єдиний повноформатний, альбом гурту «Полинове Поле», випущений у 2009 році лейблом Kataklysmos Factory.

## Історія створення
Запис розпочався ще у грудні 2007 року, проте після видання платівки «Чисті душі» музиканти практично повністю переписали весь матеріал. Диск містить десять треків, котрі підсумовують творчість колективу з моменту його створення. Сюди потрапили кілька треків з попереднього синглу, проте їх втілення відрізняється від ЕР. Мають місце експерименти гурту з акустичними інструментами, багатоголоссям та вкрапленнями симфонічного оркестру.
Звучання альбому вибудовував гітарист гурту «Ірій» Роман Працьовитий. Йому належить остаточне зведення та мастеринг платівки. Музичне наповнення доповнив одинадцятисторінковий буклет, дизайн якого розробив Сашко Усатий («Belarafon»).
Перша презентація диску відбулась 3 травня у Луцьку.

## Композиції
| #   | Назва                      | Тривалість |
| --- | -------------------------- | ---------- |
| 1.  | «На семи вітрах»           | 3:39       |
| 2.  | «Вітер з півночі»          | 6:47       |
| 3.  | «Та, що танцює на могилах» | 4:59       |
| 4.  | «Чисті душі»               | 6:18       |
| 5.  | «Нічні птахи»              | 5:25       |
| 6.  | «Квіти мороку»             | 1:10       |
| 7.  | «З попелу»                 | 5:12       |
| 8.  | «Полинове поле»            | 4:07       |
| 9.  | «Чорна рілля»              | 8:14       |
| 10. | «Відьма»                   | 5:22       |

### Чорна рілля
Однією з провідних композицій альбому є кавер народної пісні часів Козаччини «Чорна рілля ізорана», партію на сопілці в котрій виконав Юліан Мицик (Viterzgir) з гурту «Ruina». Як зазначив колишній менеджер «Вія» Сергій Литвинюк :

| Подібну музику, але в різних її варіаціях ми вже слухаємо усе життя і вже запримітили, що поява колективів, які її грають, доволі рідкісне явище. Те, що робить «Полинове поле» взагалі мало хто ще робить. Це не є клони, якихось російських або західних груп. Коли я почув, як хлопці заграли «Чорну ріллю», то в мене, напевно, аж волосся піднялося від захоплення, а по всьому тілі був легкий мандраж. |

## Над альбомом працювали
- Маріанна Лаба — вокал
- Юрій Круп'як — вокал
- Микола Максименко — гітара
- Андрій Кіндратович — бас-гітара
- Олег Рубанов — клавішні
- Сергій Красуцький — барабани
- Максим Кернер — запис
- Роман Працьовитий — запис, зведення, мастерінг
- Олександр Усатий — комп'ютерна графіка, дизайн